# Moore bei Sittensen
Moore bei Sittensen este o arie protejată (arie de protecție specială avifaunistică — SPA) din Germania întinsă pe o suprafață de 1.927,9 ha, integral pe uscat.

## Localizare
Centrul sitului Moore bei Sittensen este situat la coordonatele 53°15′27″N 9°34′39″E / 53.2575°N 9.5775°E.

## Înființare
Situl Moore bei Sittensen a fost declarat arie de protecție specială avifaunistică în iunie 2001 pentru a proteja 40 de specii de animale.

## Biodiversitate
Situată în ecoregiunea atlantică, aria protejată nu include niciun habitat protejat.
La baza desemnării sitului se află mai multe specii protejate de  păsări (40): rață lingurar (Anas clypeata), rață mică (Anas crecca crecca), rață fluierătoare (Anas penelope), Anas platyrhynchos platyrhynchos, Anas strepera strepera, gâscă cenușie (Anser anser), gâscă de semănătură (Anser fabalis), ciuf de câmp (Asio flammeus), rață-cu-cap-castaniu (Aythya ferina), rața moțată (Aythya fuligula), gâsca canadiană (Branta canadensis), fugaci de țărm (Calidris alpina), caprimulg (Caprimulgus europaeus), Charadrius dubius curonicus, barză neagră (Ciconia nigra), erete de stuf (Circus aeruginosus), erete vânăt (Circus cyaneus), erete cenușiu (Circus pygargus), cristeiul de câmp (Crex crex), ciocănitoare neagră (Dryocopus martius), șoimul rândunelelor (Falco subbuteo), Fulica atra atra, becațină comună (Gallinago gallinago), Grus grus grus, codalb (Haliaeetus albicilla), sfrâncioc roșiatic (Lanius collurio), sfrâncioc mare (Lanius excubitor excubitor), pescăruș râzător (Larus ridibundus), ciocârlie de pădure (Lullula arborea), Numenius arquata arquata, grangur (Oriolus oriolus), ploier auriu (Pluvialis apricaria), mărăcinar (Saxicola rubetra), mărăcinar negru (Saxicola torquatus), sitar de pădure (Scolopax rusticola), Tachybaptus ruficollis ruficollis, călifar alb (Tadorna tadorna), cocoșul de mesteacăn (Tetrao tetrix tetrix), fluierar cu picioare verzi (Tringa nebularia), nagâț (Vanellus vanellus).